# Lommen
Lommen är en sjö i Bodens kommun i Norrbotten och ingår i Vitåns huvudavrinningsområde.